# William Grant & Sons
William Grant & Sons è un'azienda scozzese produttrice di bevande alcoliche. 

## Storia
L'azienda venne fondata nel 1887 a Dufftown nello Speyside, da William Grant e dai suoi figli, che iniziarono la produzione nell'anno successivo. Nel 1892 Grant acquistò la Balvenie, una seconda distilleria situata accanto al castello di Balvenie, e a partire dal 1898 iniziò la miscelazione dei vari whisky prodotti nelle due distillerie, importando i prodotti in Canada, negli Stati Uniti e nell'Estremo Oriente. Nel 1914 l'azienda esportava in oltre trenta paesi in tutto il mondo.
Nel 1999 William Grant & Sons si è unita alla multinazionale The Edrington, rilevando la Highland Distilleries, creando la nuova società 1887 Company. 
Nel marzo 2020, a seguito della pandemia di COVID-19, l'azienda ha interrotto la produzione di bevande alcoliche per otto settimane, producendo etanolo da utilizzare per realizzare disinfettanti per le mani.

## Marchi
L'azienda produce e distribuisce diversi marchi.
- The Balvenie
- Drambuie
- Glenfiddich
- Grant's
- Hendrick's Gin
- Monkey Shoulders
- Sailor Jerry
- Tullamore Dew